# Розтягнута рідина
Розтя́гнута (розтя́гнена) рідина́ (англ. stretched liquid) — рідина, що перебуває під від'ємним тиском. Це нестійкий, метастабільний стан рідини, що стає можливим завдяки вандерваальсовим силам притягування між молекулами рідини — як між собою, так і між ними та стінками посудини.
Рідина при від'ємних тисках завжди знаходиться в метастабільному стані по відношенню до пари, оскільки парова фаза існує лише при додатних тисках. На практиці розтягнутий стан рідини реалізується найчастіше при швидких гідродинамічних процесах, коли в рідині виникають локальні розтягування. Найвідомішим випадком появи та зникнення розтягнутого стану рідини є кавітація, яка спричиняє кавітаційне руйнування матеріалів.

## Приклади
Це явище можна спостерігати при проведенні досліду Торрічеллі. При підніманні заповненої ртуттю запаяної з одного кінця трубки торічелієва пустота виникає не зразу, і при акуратному підніманні трубки вдається добитись стану, що вершина повністю заповненої ртуттю трубки була вищою від висоти стовба, що відповідає атмосферному тиску. Ртуть також перебуває в розтягнутому стані в медичному термометрі після припинення контакту з тілом, а також в максимальному термометрі, коли температура починає знижуватися після досягнення максимуму. Саме тому медичні і максимальні термометри доводиться струшувати перед повторним використанням.
У розтягнутому стані може перебувати і вода, однак це можливе у тому випадку, якщо вона ретельно очищена і дегазована. У дослідах з такою водою були отримані короткотривалі напруження розтягу величиною 23…28 МПа. Однак технічно чисті рідини, що містять завішані тверді частки і дрібні бульбашки газу, не витримують навіть незначних напружень розтягу. Тому часто у технічних задачах цією властивістю рідини нехтують і вважають, що вона не здатна нести напружень розтягу.